# Lew Elder
Lewis Robert "Lew" Elder (Derry, 10 de març de 1905 - Lindsay, 15 de maig de 1971) fou un ciclista canadenc, que es va especialitzar en les curses de sis dies. Va competir en diferents proves als Jocs Olímpics de 1928. Nascut a Irlanda, es va moure al Canadà amb set anys.

## Palmarès
- 1930
  - 1r als Sis dies de Mont-real (amb Horace Horder)
- 1931
  - 1r als Sis dies de Vancouver (amb Freddy Zach)